# Pseudocoremia albifasciata
Pseudocoremia albifasciata är en fjärilsart som beskrevs av Philpott sensu Meyrick 1917. Pseudocoremia albifasciata ingår i släktet Pseudocoremia och familjen mätare. Inga underarter finns listade i Catalogue of Life.